# 趙鍾彥
趙鍾彥，江苏肃州人，清朝政治人物、進士出身。
嘉慶十三年，登進士，改庶吉士，嘉慶十四年散馆归班，湖北蕲水县知县。